# Xã Jackson, Quận Keokuk, Iowa
Xã Jackson (tiếng Anh: Jackson Township) là một xã thuộc quận Keokuk, tiểu bang Iowa, Hoa Kỳ. Năm 2010, dân số của xã này là 510 người.